# Sarcophaga sejungenda
Sarcophaga sejungenda är en tvåvingeart som först beskrevs av Camillo Rondani 1873.  Sarcophaga sejungenda ingår i släktet Sarcophaga och familjen köttflugor.
Artens utbredningsområde är Etiopien. Inga underarter finns listade i Catalogue of Life.